# Steal the Show
"Steal The Show" là một bài hát của ca sĩ kiêm nhạc sĩ người Mỹ Lauv, nằm trong nhạc phim của bộ phim Xứ sở các nguyên tố năm 2023 của Disney/Pixar. Nhà soạn nhạc của phim Thomas Newman và Michael Matosic lần lượt đảm nhận phần nhạc và lời cho Lauv. Bài hát phát trong buổi hẹn hò của Ember Lumen và Wade Ripple, hai nhân vật chính của phim, cũng như phần danh đề cuối phim. Bài hát được phát hành vào ngày 2 tháng 6 năm 2023 dưới dạng đĩa đơn, hai tuần trước khi bộ phim phát hành.

## Tổng quan
Vào ngày 2 tháng 6 năm 2023, có thông báo rằng Lauv đã biểu diễn bài hát gốc có tên "Steal the Show" được phát trong buổi hẹn hò của Ember và Wade và trong phần danh đề cuối phim, được phát hành vào ngày hôm đó. Trong giai đoạn đầu của việc sản xuất bộ phim, đạo diễn Peter Sohn, người thực sự đã sử dụng một trong những bài hát của Lauv để giữ chân người xem, vị đạo diễn yêu thích âm nhạc của Lauv và anh ấy nói khi được hợp tác cùng: "cuối cùng chúng tôi cũng có cơ hội làm việc với anh ấy, tôi đã tham khảo âm nhạc của anh ấy và cách chúng tôi sử dụng nó. Anh ấy nắm bắt được vẻ đẹp mà [Ember và Wade] nhìn thấy ở nhau và làm cho nó có thể còn hơn thế nữa. Chúng tôi rất xúc động khi lần đầu tiên nghe bài hát của anh ấy. Điều đó thật choáng ngợp và chúng tôi cảm thấy vô cùng biết ơn những gì anh ấy đã cống hiến cho bộ phim." Khi viết bài hát, Lauv đã ngồi nói chuyện với Thomas Newman, người đã cho anh ấy nghe một vài đoạn âm thanh khi họ đang làm việc cùng nhau. Ngay sau khi thu âm bài hát, Lauv được yêu cầu đồng sáng tác một bài hát cho ca sĩ kiêm nhạc sĩ người Anh Mimi Webb có tựa đề This Moment cho nhạc nền của một bộ phim hoạt hình khác được phát hành cùng tháng mang tên Ruby Gillman: Teenage Kraken.

## Video âm nhạc
Vào ngày 2 tháng 6 năm 2023, bản Audio chính thức của bài hát đã được phát hành. Vào ngày 1 tháng 7 năm 2023, MV chính thức của bài hát được phát hành. Trong MV là cảnh buổi hẹn hò đầu tiên của Ember và Wade.

## Đón nhận
Tom Jorgensen của Next Best Picture đã khen ngợi bài hát gốc, nói rằng: "Bài hát" Steal The Show " của Lauv, phát trong buổi hẹn hò đầu tiên của Wade và Ember, là một ca khúc mang hàm ý thành công hay chiến thắng nào đó và sẽ giúp bạn thưởng thức một số chương trình phát trên đài phát thanh và cũng giúp mang lại cảm giác dễ chịu cho những người xem bộ phim."

## Bảng xếp hạng âm nhạc
| Bảng xếp hạng (2023)                  | Vị trí cao nhất |
| ------------------------------------- | --------------- |
| Thế giới Global 200 (Billboard)       | 163             |
| New Zealand Hot Singles (RMNZ)        | 37              |
| Hàn Quốc (Circle)                     | 7               |
| Anh Quốc Download (OCC)               | 39              |
| UK Singles Sales (OCC)                | 41              |
| Hoa Kỳ Digital Song Sales (Billboard) | 24              |

| Bảng xếp hạng (2023) | Vị trí |
| -------------------- | ------ |
| Hàn Quốc (Circle)    | 11     |

| Bảng xếp hạng (2023) | Vị trí |
| -------------------- | ------ |
| Hàn Quốc (Circle)    | 44     |